# Peter Frerichs
Peter Frerichs (* 15. August 1945 in Wiesbaden; † 10. Juni 2025 in Frankfurt am Main) war ein deutscher Polizeibeamter und von 1999 bis 2010 Präsident des Polizeipräsidiums Westhessen.

## Leben
Peter Frerichs kam 1945 in Wiesbaden zur Welt und besuchte die Grundschule am Riederberg sowie ein Jahr die Zietenschule in Wiesbaden, bevor er 1957 nach Frankfurt am Main umzog und dort 1965 das Abitur ablegte.
Im April 1965 trat er in die Hessische Polizei ein. Nach der Ausbildung wechselte er im Dezember 1966 in den Einzeldienst in Frankfurt am Main. Im Juli 1967 wechselte er zur Kriminalpolizei. Er blieb bis 1977 in Frankfurt am Main und absolvierte zwischenzeitlich die Ausbildung zum höheren Dienst an der Polizei-Führungsakademie in Münster-Hiltrup.
Im Juli 1977 wurde Frerichs zum Hessischen Landeskriminalamt versetzt, wo er stellvertretender Abteilungsleiter der Ermittlungs- und Direktionsabteilung wurde. Zum August 1979 wechselte er in das hessische Innenministerium. Er blieb dort bis Mai 1987 und leitete zuletzt das Referat „Einsatz der Kriminalpolizei“. 
Frerichs wurde im Mai 1987 zum Polizeivizepräsidenten des Polizeipräsidiums Frankfurt am Main ernannt. Am 16. Juli 1999 wurde er Polizeipräsident des Polizeipräsidiums Westhessen, das er bis zu seinem Ruhestand im Jahre 2010 leitete. Sein Nachfolger im Amt war Robert Schäfer.

## Auszeichnungen
- 1997: Spear-Preis der US-amerikanischen Drug Policy Foundation[2]